# 383 Яніна
383 Яніна (383 Janina) — астероїд головного поясу, відкритий 29 січня 1894 року Огюстом Шарлуа у Ніцці.
Тіссеранів параметр щодо Юпітера — 3,188.